# 中国民主同盟辽宁省委员会
中国民主同盟辽宁省委员会，简称民盟辽宁省委，是中国民主同盟在辽宁省的地方组织。

## 历届委员会

### 第十四届
- 任期：2017年7月－
- 主任委员：李晓安
- 副主任委员：孙国良、李三喜、高炜、李长春、于龙、刘中民、吴家兴、严文复、张国琛、李萌娇、阎浩林
- 秘书长：曹开强